# Immortal Records
Immortal Records – amerykańska wytwórnia płytowa, założona w 1991 roku przez Happy Waltersa w Los Angeles, działająca do 2007 roku współpracując kolejno w zakresie dystrybucji z: Epic Records (1991–1999), Virgin Records (1999–2002) i RED Distribution (2003–2007). Wydała albumy takich wykonawców jak: Incubus, Korn i Thirty Seconds to Mars.

## Historia

### Początek. Umowa z Epic Records
Wytwórnię Immortal Records założył w 1991 roku w Los Angeles Happy Walters. Po kilku miesiącach istnienia wytwórnia zawarła trzyletnią umowę o współpracy z Epic Records, przedłużoną następnie na kolejne 5 lat. W latach 90. wytwórnia wydała z powodzeniem albumy takich artystów jak: Incubus, Korn czy The Urge jednocześnie torując im drogę do Europy. Debiutancki album  zespołu Korn, wydany 4 października 1994 roku, sprzedał się w liczbie 2 milionów egzemplarzy zyskując kolejno certyfikat złotej (29 stycznia 1996), platynowej (8 stycznia 1997) a następnie (11 listopada 1999) podwójnej platynowej płyty. Podobny sukces zanotował drugi album tej formacji, Life Is Peachy, wydany 15 października 1996 roku (2 miliony sprzedanych egzemplarzy i podwójna platyna 10 listopada 1999). Sukcesem wytwórni okazała się też ścieżka dźwiękowa Judgment Night, na której wytwórnia połączyła w pary artystów rockowych z hip-hopowymi i która została sprzedana (wg Nielsen SoundScan) w 600 tysiącach egzemplarzy (kwiecień 1997). W 1997 roku Happy Walters zastosował podobną koncepcję łącząc tym razem w pary artystów rockowych z elektronicznymi (między innymi: Metallica – DJ Spooky, Tom Morello – The Prodigy, Marilyn Manson – Sneaker Pimps, Kirk Hammett – Orbital, The Dust Brothers – Korn) w trakcie nagrywania ścieżki dźwiękowej do filmu Spawn. Album ze ścieżką dźwiękową zadebiutował na 7. miejscu listy Billboard 200, utrzymując się na niej przez ponad sześć miesięcy i sprzedał się w liczbie uprawniającej do uzyskania złotego certyfikatu. Wydany 9 września 1997 roku album Incubusa S.C.I.E.N.C.E. zdobył certyfikat złotej płyty w Stanach Zjednoczonych oraz w Wielkiej Brytanii. Jeszcze większym sukcesem okazał się album Follow the Leader zespołu Korn, który ostatecznie zdobył (2002) certyfikat pięciokrotnej platynowej płyty w Stanach Zjednoczonych oraz trzykrotnej w Australii i Kanadzie.
Pod koniec lat 90. kontrakt nagraniowy z Immortal Records podpisał zespół Thirty Seconds to Mars, jednak został on uznany przez menedżera zespołu, Irvinga Azoffa i prawnika zespołu, Pete’a Paterno, za najgorszą umowę płytową w historii.

### Umowa z Virgin Records
W 1999 roku umowa z Epic dobiegła (po wcześniejszych nieporozumieniach) końca, a wytwórnia podpisała nową, pięcioletnią umowę joint venture z Virgin Records. Podpisała umowy z nowymi artystami, jak U.S. Crush. Sukces komercyjny odniósł kolejny album wytwórni, Morning View Incubusa, zdobywając certyfikat złotej płyty w Wielkiej Brytanii, platynowej w Australii oraz podwójnej platynowej w Stanach Zjednoczonych i Nowej Zelandii.

### Umowa z RED Distribution
W 2003 roku, po nieporozumieniach z Virgin, Immortal podpisała kolejną umowę, tym razem z RED Distribution. Podpisała też umowy z nowymi artystami, takimi jak: No One  i Switched. Kolejny album Incubusa, A Crow Left of the Murder... wydany w 2004 roku pod szyldem Immortal zdobył certyfikaty złotej płyty w Wielkiej Brytanii oraz platynowej w Stanach Zjednoczonych i Nowej Zelandii.

### Zakończenie działalności
W 2007 roku wytwórnia zaprzestała działalności.

## Artyści
Lista według Ranker.com:

- A Change of Pace
- Adema
- Agent Sparks
- Alex Katunich
- B.C. Kochmit
- Bobby Bare Jr.
- Bobby Reeves
- Brandon Boyd
- Brazil
- Brian Welch
- Chris Kilmore
- Corey Lowery
- Dark New Day
- Deadsy
- Far
- Funkdoobiest
- Gavin Koppell
- His Boy Elroy
- Hot Rod Circuit
- Incubus
- Jonathon Newby
- Korn
- Kris Kohls
- Matt Wachter
- Mike Einziger
- Scary Kids Scaring Kids
- Snot
- Switched
- The Urge
- Thirty Seconds to Mars
- Tomo Miličević
- Transmatic
- Tyler Read
- U.S. Crush
- Volume 10
- Waking Ashland